# نهر أولغا

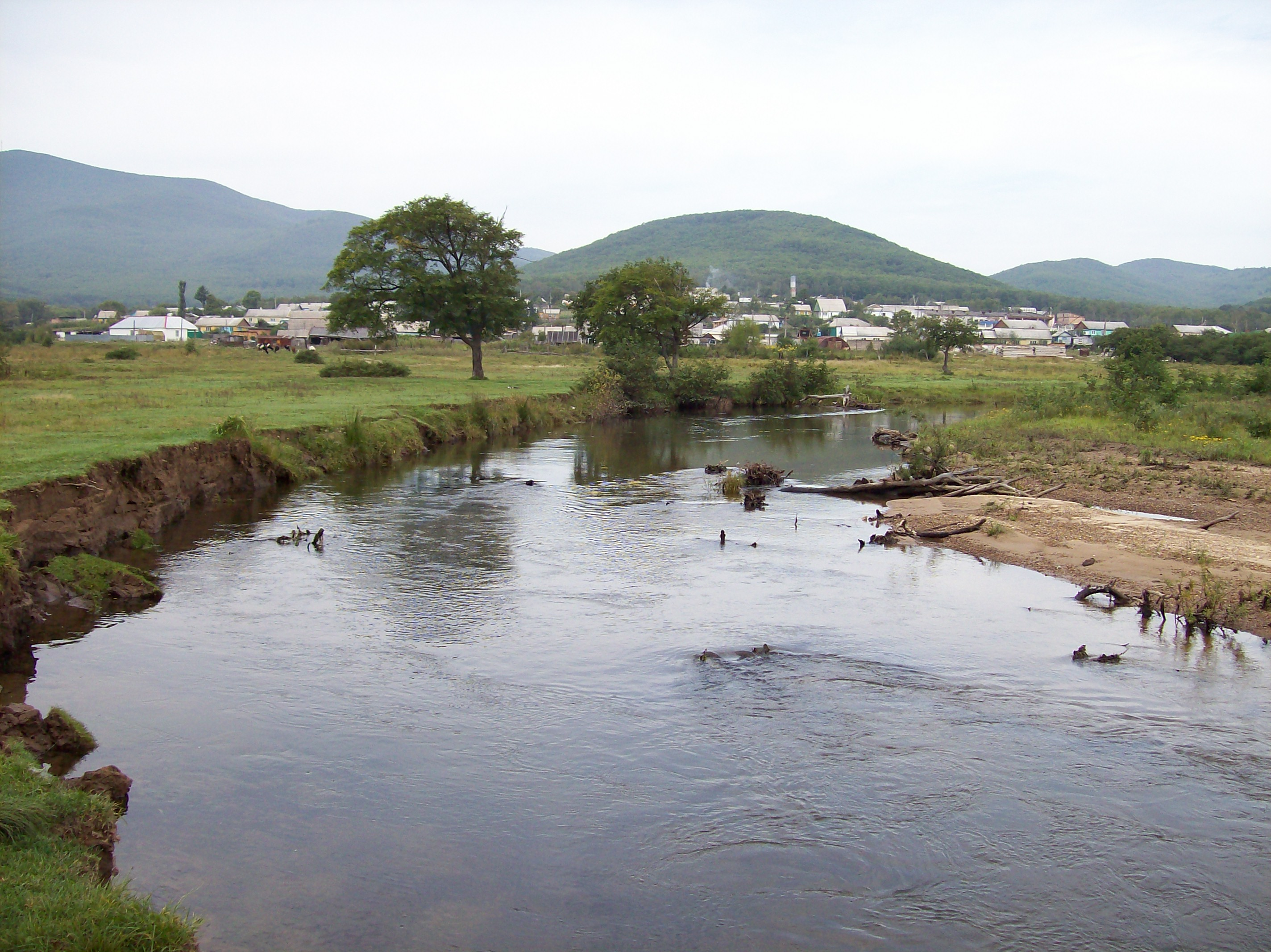
نهر أولغا

أولغا (بالإنجليزية: Olga River)‏ هو نهر في منطقة أولغينسكاي ، بريمورسكي كراي، روسيا.